# Tengerimacska-alakúak
A tengerimacska-alakúak (Chimaeriformes) a porcos halak (Chondrichthyes) osztályának tömörfejűek (Holocephali) alosztályába  tartozó rend. A ma élő kimérákat egyetlen alrendbe Chimaeroidei (Patterson, 1965), és három családba (familia) sorolják.

## Rendszerezés
- † Echinochimaeroidei
  - † Echinochimaeridae (Lund, 1986)
    - † Echinochimaera
      - † Echinochimaera meltoni (Richard Lund, 1977)
      - † Echinochimaera snyderi (Richard Lund, 1988)

    - † Marracanthus (John & Worthen, 1875)
      - † Marracanthus rectus (John & Worthen, 1875)
- † Myriacanthoidei
  - † Myriacanthidae (Stahl, 1999)
    - † Myriacanthus
      - † Myriacanthus paradoxus (Agassiz, 1836)

    - † Delphyodontos
      - † Delphyodontos dacriformis (Lund, 1980)

  - † Acanthorhinidae
    - † Acanthorhina
      - † Acanthorhina jaekeli (Fraas, 1910)

  - † Chimaeropsidae
    - † Chimaeropsis
      - † Chimaeropsis foussi (Casier, 1959)
- Chimaeroidei
  - † Edaphodontidae
    - † Edaphodon (Consoli, 2006)
      - † Edaphodon mantelli (Buckland, 1838)
      - † Edaphodon latigreus (Cope, 1869)
      - † Edaphodon eurygnathus (Agassiz, 1843)
      - † Edaphodon barberi (Applegate, 1970)
      - † Edaphodon reedi (Newton, 1878)
      - † Edaphodon laminosus (Newton, 1878)
      - † Edaphodon agassizi (Buckland, 1835)
      - † Edaphodon sweeti (Chapman & Pritchard, 1907)
      - † Edaphodon antwerpiensis (Leriche, 1926)
      - † Edaphodon bucklandi (Agassiz, 1843)
      - † Edaphodon eyrensis (Long, 1985)
      - † Edaphodon laqueatus (Leidy, 1873)
      - † Edaphodon leptognathus (Agassiz, 1843)
      - † Edaphodon minor (Ward, 1973)
      - † Edaphodon mirificus (Leidy, 1856)
      - † Edaphodon smocki (Cope)
      - † Edaphodon stenobryus (Cope)
      - † Edaphodon sedgwicki (Agassiz, 1843)
      - † Edaphodon cf. sedgwickii (Agassiz, 1843)
      - † Edaphodon tripartitus (Cope)
      - † Edaphodon mirabilis (Fitzgerald, 2004)
      - † Edaphodon cf. mirabilis (Fitzgerald, 2004)
      - † Edaphodon kawai(Consoli, 2006)

  - † Callorhinchidae (Garman, 1901)
    - † Pachymylus
      - † Pachymylus leedsii (Woodward, 1892)

    - † Brachymylus (Ward & McNamara, 1977)
      - † Brachymylus altidens (Woodward, 1892)
      - † Brachymylus latus (Duffin, 1996)

    - Callorhinchus (Lacepede, 1798)
      - † Callorhinchus stahli (Kriwet & Gazdzicki, 2003)
      - Callorhinchus callorynchus (Linnaeus, 1758)
      - Callorhinchus capensis (Duméril, 1865)
      - Callorhinchus milii (Bory de Saint-Vincent, 1823)
      - Callorhynchus antarcticus (Fleming, 1822)
      - Callorhynchus atlanticus (Lacepede, 1798)
      - Callorhynchus australis (Shaw, 1804)

  - Chimaeridae (Bonaparte, 1831)
    - † Belgorodon
      - † Belgorodon bogolubovi (Nesov & Averianov, 1996)

    - † Ichthypriapus
      - † Ichthypriapus hubbsi (Hibbard, 1942)

    - † Ischyodus (Egerton, 1843)
      - † Ischyodus townsendii (Buckland, 1835)
      - † Ischyodus quenstedti (Wagner, 1857)
      - † Ischyodus dolloi (Leriche, 1902)
      - † Ischyodus townsendii (Buckland, 1835)
      - † Ischyodus colei (Agassiz, 1843)
      - † Ischyodus avitus (von Meyer, 1860)
      - † Ischyodus rostratus (von Meyer, 1859)
      - † Ischyodus emarginatus (Egerton, 1843)
      - † Ischyodus suevicus (Philippi, 1897)
      - † Ischyodus bifurcatus (Case, 1978)
      - † Ischyodus egertoni (Buckland, 1835)
      - † Ischyodus gubkini (Nessov, 1986)
      - † Ischyodus schubleri (Quenstedt, 1858)
      - † Ischyodus thurmani (Pictyet & Campiche)
      - † Ischyodus aalensis (Quenstedt, 1852)
      - † Ischyodus bifurcati (Quenstedt, 1887)
      - † Ischyodus cornaliae (Bellotti, 1858)
      - † Ischyodus ferrugineus (Riess, 1887)
      - † Ischyodus personati (Quenstedt, 1852)
      - † Ischyodus planus (Newton, 1878)
      - † Ischyodus rayhaasi (Hoganson & Erikson, 2005)
      - † Ischyodus yanshini (Averianov)

    - † Psaliodus
      - † Psaliodus compressus (Egerton)

    - † Similihariotta
      - † Similihariotta dabasinskasi (Zangerl, 1979)

    - Chimaera (Linnaeus, 1758)
    - Hydrolagus (Gill, 1862)
      - Hydrolagus affinis (de Brito Capello, 1868)
      - Hydrolagus africanus (Gilchrist, 1922)
      - Hydrolagus alberti (Bigelow & Schroeder, 1951)
      - Hydrolagus alphus (Quaranta, 2006)
      - Hydrolagus barbouri (Garman, 1908)
      - Hydrolagus bemisi (Didier, 2002)
      - Hydrolagus colliei (Lay & Bennett, 1839)
      - Hydrolagus deani (Smith & Radcliffe, 1912)
      - Hydrolagus eidolon (Jordan & Hubbs, 1925)
      - Hydrolagus lemures (Whitley, 1939)
      - Hydrolagus macrophthalmus (de Buen, 1959)
      - Hydrolagus media (Garman, 1911)
      - Hydrolagus mirabilis (Collett, 1904)
      - Hydrolagus mitsukurii (Jordan & Snyder, 1904)
      - Hydrolagus novaezealandiae (Fowler, 1911)
      - Hydrolagus ogilbyi (Waite, 1898)
      - Hydrolagus pallidus (Hardy & Stehmann, 1990)
      - Hydrolagus purpurescens (Gilbert, 1905)
      - Hydrolagus trolli (Didier & Séret, 2002)
      - Hydrolagus waitei (Fowler, 1908)
      - Hydrolagus matallanasi (Sotto & Vooren, 2004)
      - Hydrolagus mccoskeri (Barnett & Didier & Long & Ebert, 2006)
      - Hydrolagus homonycteris (Didier, 2008)
      - Hydrolagus marmoratus (Didier, 2008)
      - Hydrolagus melanophasma (James, Ebert, Long & Didier, 2009)

  - Rhinochimaeridae (Garman, 1901)
    - † Elasmodus
      - † Elasmodus hunteri (Egerton, 1843)
      - † Elasmodus sinzovi (Averianov, 1994)
      - † Elasmodus greenoughii (Beavan & Russell, 1999)

    - †Elasmodectes
      - † Elasmodectes willetti (Newton, 1878)

    - † Amylodon
      - † Amylodon karamysh (Averianov & Popov, 1995)
      - † Amylodon delheidi (Storms, 1895)
      - † Amylodon eocaena (Woodward & White 1930)
      - † Amylodon emba (Nessov & Averianov, 1996)

    - Rhinochimaera (Garman, 1901)
      - Csendes-óceáni késorrú hal (Rhinochimaera pacifica) (Mitsukuri, 1895)
      - Rhinochimaera atlantica (Holt & Byrne, 1909)
      - Rhinochimaera africana (Compagno & Stehmann & Ebert, 1990)

    - Harriotta (Goode & Bean, 1895)
      - † Harriotta lehmani (Werdelin, 1986)
      - Harriotta raleighana (Goode & Bean, 1895)
      - Harriotta haeckeli (Karrer, 1972)

    - Neoharriotta (Bigelow & Schroeder, 1950)
      - Neoharriotta carri (Bullis & Carpenter, 1966)
      - Neoharriotta pinnata (Schnakenbeck, 1931)
      - Neoharriotta pumila (Didier & Stehmann, 1996)